# Федоровка (Сорочинський міський округ)
Фе́доровка (рос. Фёдоровка) — село у складі Сорочинського міського округу Оренбурзької області, Росія.

## Населення
Населення — 575 осіб (2010; 701 у 2002).
Національний склад (станом на 2002 рік):
- росіяни — 88 %